# Ceroanaliziranje
Ceroanaliziranje je v delih ruskega pisatelja in znanstvenika dr. Asimova postopek, pri katerem ti robot s posebnim strojem preišče osebnost. Roboti se pretvarjajo, da so ljudje, da opravijo analizo na skrivaj, kot mimoidoči ljudje.